# Маклоски, Джордж
Джордж Макло́ски (англ. George Macloskie, 1834—1919) — ирландский ботаник и священник в Нью-Джерси.

## Биография
Родился 14 сентября 1834 года в Каслдосоне на территории графства Лондондерри на севере Ирландии. С 1861 года — пастор в Баллимони (Тирон). Учился в Университете Квинс, в 1871 году получил степень доктора права в Лондоне. С 1874 года — доктор наук Университета Квинс.
В 1874 году переехал в США, по предложению своего друга Джеймса Маккоша, президента Принстонского университета, став заведующим кафедрой естественной истории Школы им. Джона Грина Принстонского университета, впоследствии работал в звании профессора биологии.
Маклоски печатал работы по энтомологии и ботанике. В 1903 году он начал издавать монографию флоры Патагонии на основании образцов, привезённых с экспедиций Принстонского университета.
Скончался 4 декабря 1919 года.

## Некоторые научные работы
- Macloskie, G. Reports of the Princeton University Expeditions to Patagonia 1896—1899. — Princeton, Stuttgart, 1903—1914. — Vol. viii, 1, 2.

## Виды, названные именем Дж. Маклоски
- Viola macloskeyi F.E.Lloyd, 1895